# 世界ゴルフ殿堂
世界ゴルフ殿堂（せかいゴルフでんどう、World Golf Hall of Fame）は、ゴルフにおいて顕著な活躍をした選手、あるいはゴルフの発展に大きく寄与した人物に対して、その功績を称えるために創設された組織である。1998年まではアメリカ・ノースカロライナ州の名門ゴルフコースのパインハースト・クラブ内にあったが、アメリカ・フロリダ州セントオーガスティンに移転した。1998年の移転までは部門を細分化せずに単に殿堂入りという形で表彰していたが、移転後はPGAツアー・LPGA・国際投票・ベテラン・特別功労の部門別に表彰する形となった。2015年の選考分からは、PGAツアー・LPGA・国際投票部門を廃止し、アメリカ国外のツアーでの競技成績も選考基準とした男女の競技者部門を創設した。これにより現在は、男性競技者・女性競技者・ベテラン・特別功労の4部門で表彰されている。

## 選考過程

### 選考方法
- 選考方法
  - すべての殿堂入りメンバーにコメントを求めた上で、選定副委員会がファイナリスト（男女競技者部門は各5名、ベテラン・特別功労部門は各3名）を選定し、ファイナリストの一覧を選定委員会に提出。
  - 選定委員会で議論後、投票を行い、75％以上の得票を得た者が殿堂表彰者となる。

- 各委員会の構成メンバー
  - 選定副委員会は20人で構成され、20人には6人の殿堂入りメンバーが含まれている。
  - 選定委員会は16人で構成され、4人の殿堂入りメンバーが共同議長を務めている。

### 各部門の選考対象者

#### 男性競技者部門
下記の条件を両方とも満たした者が選考対象者となる。
- 選考開始した年の1月1日時点で40歳、または国際ゴルフ連盟のオリジナルメンバー[注 1]のツアーから退いて5年以上。
- 国際ゴルフ連盟のオリジナルメンバーのツアーで15勝以上、またはマスターズ、ザ・プレーヤーズ選手権、全米オープン、全英オープン、全米プロゴルフ選手権の中で2勝以上。

#### 女性競技者部門
下記の条件を両方とも満たした者が選考対象者となる。
- 選考開始した年の1月1日時点で40歳、または女子世界ゴルフランキングのメンバー[注 2]のツアーから退いて5年以上。
- 女子世界ゴルフランキングのメンバーのツアーで15勝以上、または全米女子オープン、全米女子プロゴルフ選手権、デュモーリエ・クラシック（1979-2000）、全英女子オープン（2001-）、シェブロン選手権、 エビアン選手権、タイトルホルダーズ選手権、女子ウェスタンオープンの中で2勝以上。

#### ベテラン部門
- 最低勝利といった制限はなく、1980年以前にキャリアの大半をプレーしたプロ・アマチュアの選手。

#### 特別功労部門
- 競技以外でゴルフに貢献があった人物。

## 殿堂入りリスト
| 氏名                               | 英語表記                   | 国・地域                      | 選出年 | 選出部門   |
| ---------------------------------- | -------------------------- | ----------------------------- | ------ | ---------- |
| パティー・バーグ                   | Patty Berg                 | アメリカ合衆国                | 1951年 | 部門創設前 |
| ベティー・ジェームソン             | Betty Jameson              | アメリカ合衆国                | 1951年 | 部門創設前 |
| ルイーズ・サグス                   | Louise Suggs               | アメリカ合衆国                | 1951年 | 部門創設前 |
| ベーブ・ディドリクソン＝ザハリアス | Babe Didrikson Zaharias    | アメリカ合衆国                | 1951年 | 部門創設前 |
| ベッツィー・ロールズ               | Betsy Rawls                | アメリカ合衆国                | 1960年 | 部門創設前 |
| ミッキー・ライト                   | Mickey Wright              | アメリカ合衆国                | 1964年 | 部門創設前 |
| ウォルター・ヘーゲン               | Walter Hagen               | アメリカ合衆国                | 1974年 | 部門創設前 |
| ベン・ホーガン                     | Ben Hogan                  | アメリカ合衆国                | 1974年 | 部門創設前 |
| ボビー・ジョーンズ                 | Bobby Jones                | アメリカ合衆国                | 1974年 | 部門創設前 |
| バイロン・ネルソン                 | Byron Nelson               | アメリカ合衆国                | 1974年 | 部門創設前 |
| ジャック・ニクラス                 | Jack Nicklaus              | アメリカ合衆国                | 1974年 | 部門創設前 |
| フランシス・ウイメット             | Francis Ouimet             | アメリカ合衆国                | 1974年 | 部門創設前 |
| アーノルド・パーマー               | Arnold Palmer              | アメリカ合衆国                | 1974年 | 部門創設前 |
| ゲーリー・プレーヤー               | Gary Player                | 南アフリカ連邦                | 1974年 | 部門創設前 |
| ジーン・サラゼン                   | Gene Sarazen               | アメリカ合衆国                | 1974年 | 部門創設前 |
| サム・スニード                     | Sam Snead                  | アメリカ合衆国                | 1974年 | 部門創設前 |
| ハリー・バードン                   | Harry Vardon               | イングランド                  | 1974年 | 部門創設前 |
| ウィリー・アンダーソン             | Willie Anderson            | スコットランド                | 1975年 | 部門創設前 |
| フレッド・コーコラン               | Fred Corcoran              | アメリカ合衆国                | 1975年 | 部門創設前 |
| ジョゼフ・デイ                     | Joseph Dey                 | アメリカ合衆国                | 1975年 | 部門創設前 |
| チック・エバンス                   | Chick Evans                | アメリカ合衆国                | 1975年 | 部門創設前 |
| トム・モリス, Jr.                  | Young Tom Morris           | スコットランド                | 1975年 | 部門創設前 |
| ジョン・ヘンリー・テイラー         | John Henry Taylor          | イングランド                  | 1975年 | 部門創設前 |
| グレナ・コレット＝ベア             | Glenna Collett-Vare        | アメリカ合衆国                | 1975年 | 部門創設前 |
| ジョイス・ウェザーレッド           | Joyce Wethered             | イングランド                  | 1975年 | 部門創設前 |
| キャシー・ウィットワース           | Kathy Whitworth            | アメリカ合衆国                | 1975年 | 部門創設前 |
| トミー・アーマー                   | Tommy Armour               | スコットランド アメリカ合衆国 | 1976年 | 部門創設前 |
| ジェームス・ブレイド               | James Braid                | スコットランド                | 1976年 | 部門創設前 |
| トム・モリス, Sr.                  | Old Tom Morris             | スコットランド                | 1976年 | 部門創設前 |
| ジェローム・トラバーズ             | Jerome Travers             | アメリカ合衆国                | 1976年 | 部門創設前 |
| ジョン・ボール                     | John Ball                  | イングランド                  | 1977年 | 部門創設前 |
| ハーブ・グラフィス                 | Herb Graffis               | アメリカ合衆国                | 1977年 | 部門創設前 |
| サンドラ・ヘイニー                 | Sandra Haynie              | アメリカ合衆国                | 1977年 | 部門創設前 |
| ボビー・ロック                     | Bobby Locke                | 南アフリカ連邦                | 1977年 | 部門創設前 |
| キャロル・マン                     | Carol Mann                 | アメリカ合衆国                | 1977年 | 部門創設前 |
| ドナルド・ロス                     | Donald Ross                | スコットランド                | 1977年 | 部門創設前 |
| ドロシー・キャンベル               | Dorothy Campbell           | イングランド                  | 1978年 | 部門創設前 |
| ビリー・キャスパー                 | Billy Casper               | アメリカ合衆国                | 1978年 | 部門創設前 |
| ビング・クロスビー                 | Bing Crosby                | アメリカ合衆国                | 1978年 | 部門創設前 |
| ハロルド・ヒルトン                 | Harold Hilton              | イングランド                  | 1978年 | 部門創設前 |
| クリフォード・ロバーツ             | Clifford Roberts           | アメリカ合衆国                | 1978年 | 部門創設前 |
| ウォルター・トラビス               | Walter Travis              | オーストラリア                | 1979年 | 部門創設前 |
| ヘンリー・コットン                 | Henry Cotton               | イングランド                  | 1980年 | 部門創設前 |
| ローソン・リトル                   | Lawson Little              | アメリカ合衆国                | 1980年 | 部門創設前 |
| ラルフ・ガルダール                 | Ralph Guldahl              | アメリカ合衆国                | 1981年 | 部門創設前 |
| リー・トレビノ                     | Lee Trevino                | アメリカ合衆国                | 1981年 | 部門創設前 |
| ジュリアス・ボロス                 | Julius Boros               | アメリカ合衆国                | 1982年 | 部門創設前 |
| ジョアン・カーナー                 | JoAnne Carner              | アメリカ合衆国                | 1982年 | 部門創設前 |
| ジミー・デマレット                 | Jimmy Demaret              | アメリカ合衆国                | 1983年 | 部門創設前 |
| ボブ・ホープ                       | Bob Hope                   | アメリカ合衆国                | 1983年 | 部門創設前 |
| ケリー・ミドルコフ                 | Cary Middlecoff            | アメリカ合衆国                | 1986年 | 部門創設前 |
| ロバート・トレント・ジョーンズ     | Robert Trent Jones         | イングランド                  | 1987年 | 部門創設前 |
| ナンシー・ロペス                   | Nancy Lopez                | アメリカ合衆国                | 1987年 | 部門創設前 |
| ボブ・ハーロー                     | Bob Harlow                 | アメリカ合衆国                | 1988年 | 部門創設前 |
| ピーター・トムソン                 | Peter Thomson              | オーストラリア                | 1988年 | 部門創設前 |
| トム・ワトソン                     | Tom Watson                 | アメリカ合衆国                | 1988年 | 部門創設前 |
| ジム・バーンズ                     | Jim Barnes                 | イングランド                  | 1989年 | 部門創設前 |
| ロベルト・デ・ビセンゾ             | Roberto De Vicenzo         | アルゼンチン                  | 1989年 | 部門創設前 |
| レイモンド・フロイド               | Raymond Floyd              | アメリカ合衆国                | 1989年 | 部門創設前 |
| ウィリアム・カマック・キャンベル   | William C. Campbell        | アメリカ合衆国                | 1990年 | 部門創設前 |
| ジーン・リトラー                   | Gene Littler               | アメリカ合衆国                | 1990年 | 部門創設前 |
| ポール・ラニアン                   | Paul Runyan                | アメリカ合衆国                | 1990年 | 部門創設前 |
| ホートン・スミス                   | Horton Smith               | アメリカ合衆国                | 1990年 | 部門創設前 |
| パット・ブラッドリー               | Pat Bradley                | アメリカ合衆国                | 1991年 | 部門創設前 |
| ハリー・クーパー                   | Harry Cooper               | イングランド                  | 1992年 | 部門創設前 |
| ヘール・アーウィン                 | Hale S Irwin               | アメリカ合衆国                | 1992年 | 部門創設前 |
| チチ・ロドリゲス                   | Chi-Chi Rodriguez          | アメリカ合衆国                | 1992年 | 部門創設前 |
| リチャード・タフト                 | Richard Tufts              | アメリカ合衆国                | 1992年 | 部門創設前 |
| パティ・シーハン                   | Patty Sheehan              | アメリカ合衆国                | 1993年 | 部門創設前 |
| ダイナ・ショア                     | Dinah Shore                | アメリカ合衆国                | 1994年 | 部門創設前 |
| ベッツィ・キング                   | Betsy King                 | アメリカ合衆国                | 1995年 | 部門創設前 |
| ニック・ファルド                   | Nick Faldo                 | イングランド                  | 1998年 | 国際投票   |
| ジョニー・ミラー                   | John Laurence Miller       | アメリカ合衆国                | 1998年 | PGAツアー  |
| エイミー・オルコット               | Amy Alcott                 | アメリカ合衆国                | 1999年 | LPGA       |
| セベ・バレステロス                 | Seve Ballesteros           | スペイン                      | 1999年 | 国際投票   |
| ロイド・マングラム                 | Lloyd Mangrum              | アメリカ合衆国                | 1999年 | PGAツアー  |
| ディーン・ビーマン                 | Deane Beman                | アメリカ合衆国                | 2000年 | 特別功労   |
| マイケル・ボナラック               | Michael Bonallack          | イングランド                  | 2000年 | 特別功労   |
| ジャック・バーク・ジュニア         | Jack Burke, Jr.            | アメリカ合衆国                | 2000年 | ベテラン   |
| ニール・コールズ                   | Neil Coles                 | イングランド                  | 2000年 | 特別功労   |
| ベス・ダニエル                     | Beth Daniel                | アメリカ合衆国                | 2000年 | LPGA       |
| ジュリ・インクスター               | Juli Inkster               | アメリカ合衆国                | 2000年 | LPGA       |
| ジョン・ジェイコブス               | John Jacobs                | イングランド                  | 2000年 | 特別功労   |
| ジュディ・ランキン                 | Judy Rankin                | アメリカ合衆国                | 2000年 | ベテラン   |
| ジュディー・ベル                   | Judy Bell                  | アメリカ合衆国                | 2001年 | 特別功労   |
| ドナ・カポニ                       | Donna Caponi               | アメリカ合衆国                | 2001年 | ベテラン   |
| グレッグ・ノーマン                 | Greg Norman                | オーストラリア                | 2001年 | PGAツアー  |
| アラン・ロバートソン               | Allan Robertson            | スコットランド                | 2001年 | ベテラン   |
| カーステン・ソルハイム             | Karsten Solheim            | ノルウェー                    | 2001年 | 特別功労   |
| ペイン・スチュワート               | Payne Stewart              | アメリカ合衆国                | 2001年 | PGAツアー  |
| トミー・ボルト                     | Tommy Bolt                 | アメリカ合衆国                | 2002年 | ベテラン   |
| ベン・クレンシャー                 | Ben Crenshaw               | アメリカ合衆国                | 2002年 | PGAツアー  |
| マリーン・ヘギー                   | Marlene Hagge              | アメリカ合衆国                | 2002年 | ベテラン   |
| トニー・ジャックリン               | Tony Jacklin               | アメリカ合衆国                | 2002年 | 国際投票   |
| ベルンハルト・ランガー             | Bernhard Langer            | ドイツ                        | 2002年 | 国際投票   |
| ハーベイ・ペニック                 | Harvey Penick              | アメリカ合衆国                | 2002年 | 特別功労   |
| レオ・ディエゲル                   | Leo Diegel                 | アメリカ合衆国                | 2003年 | ベテラン   |
| 樋口久子                           | Hisako Higuchi             | 日本                          | 2003年 | 特別功労   |
| ニック・プライス                   | Nick Price                 | ジンバブエ                    | 2003年 | PGAツアー  |
| アニカ・ソレンスタム               | Annika Sorenstam           | スウェーデン                  | 2003年 | LPGA       |
| 青木功                             | Isao Aoki                  | 日本                          | 2004年 | 国際投票   |
| トム・カイト                       | Tom Kite                   | アメリカ合衆国                | 2004年 | PGAツアー  |
| チャーリー・シフォード             | Charlie Sifford            | アメリカ合衆国                | 2004年 | 特別功労   |
| マーリン・ストレート               | Marlene Streit             | カナダ                        | 2004年 | ベテラン   |
| バーナード・ダーウィン             | Bernard Darwin             | イングランド                  | 2005年 | 特別功労   |
| アリスター・マッケンジー           | Alister MacKenzie          | イングランド                  | 2005年 | 特別功労   |
| 岡本綾子                           | Ayako Okamoto              | 日本                          | 2005年 | 国際投票   |
| ウィリー・パーク・シニア           | Willie Park, Sr.           | スコットランド                | 2005年 | ベテラン   |
| カリー・ウェブ                     | Karrie Webb                | オーストラリア                | 2005年 | LPGA       |
| マーク・マコーマック               | Mark McCormack             | アメリカ合衆国                | 2006年 | 特別功労   |
| ラリー・ネルソン                   | Larry Nelson               | アメリカ合衆国                | 2006年 | PGAツアー  |
| ヘンリー・ピカード                 | Henry Picard               | アメリカ合衆国                | 2006年 | ベテラン   |
| ビジェイ・シン                     | Vijay Singh                | フィジー                      | 2006年 | PGAツアー  |
| マリリン・スミス                   | Marilynn Smith             | アメリカ合衆国                | 2006年 | 特別功労   |
| ジョー・カー                       | Joe Carr                   | アイルランド                  | 2007年 | 特別功労   |
| ヒューバート・グリーン             | Hubert Green               | アメリカ合衆国                | 2007年 | ベテラン   |
| チャールズ・B・マクドナルド        | Charles B. Macdonald       | カナダ                        | 2007年 | 特別功労   |
| ケル・ナグル                       | Kel Nagle                  | オーストラリア                | 2007年 | ベテラン   |
| 朴セリ                             | Se-ri Pak                  | 韓国                          | 2007年 | LPGA       |
| カーティス・ストレンジ             | Curtis Strange             | アメリカ合衆国                | 2007年 | PGAツアー  |
| ボブ・チャールズ                   | Bob Charles                | ニュージーランド              | 2008年 | ベテラン   |
| ピート・ダイ                       | Pete Dye                   | アメリカ合衆国                | 2008年 | 特別功労   |
| キャロル・センプル                 | Carol Semple               | アメリカ合衆国                | 2008年 | 特別功労   |
| デニー・シュート                   | Denny Shute                | アメリカ合衆国                | 2008年 | ベテラン   |
| ハーバート・ワーレン・ウィンド     | Herbert Warren Wind        | アメリカ合衆国                | 2008年 | 特別功労   |
| クレイグ・ウッド                   | Craig Wood                 | アメリカ合衆国                | 2008年 | PGAツアー  |
| ドワイト・D・アイゼンハワー        | Dwight David Eisenhower    | アメリカ合衆国                | 2009年 | 特別功労   |
| クリスティ・オコナー・シニア       | Christy O'Connor Snr       | アイルランド                  | 2009年 | ベテラン   |
| ホセ・マリア・オラサバル           | Jose Maria Olazabal        | スペイン                      | 2009年 | 国際投票   |
| ラニー・ワドキンス                 | Lanny Wadkins              | アメリカ合衆国                | 2009年 | PGAツアー  |
| ジョージ・H・W・ブッシュ           | George Herbert Walker Bush | アメリカ合衆国                | 2011年 | 特別功労   |
| フランク・チャーキニアン           | Frank Chirkinian           | アメリカ合衆国                | 2011年 | 特別功労   |
| アーニー・エルス                   | Ernie Els                  | 南アフリカ共和国              | 2011年 | PGAツアー  |
| ダグ・フォード                     | Doug Ford                  | アメリカ合衆国                | 2011年 | ベテラン   |
| ジョック・ハッチソン               | Jock Hutchison             | スコットランド アメリカ合衆国 | 2011年 | ベテラン   |
| 尾崎将司                           | Masashi Ozaki              | 日本                          | 2011年 | 国際投票   |
| ピーター・アリス                   | Peter Alliss               | イングランド                  | 2012年 | 特別功労   |
| ダン・ジェンキンス                 | Dan Jenkins                | アメリカ合衆国                | 2012年 | 特別功労   |
| サンディ・ライル                   | Sandy Lyle                 | スコットランド                | 2012年 | 国際投票   |
| フィル・ミケルソン                 | Phil Mickelson             | アメリカ合衆国                | 2012年 | PGAツアー  |
| ホリス・ステーシー                 | Hollis Stacy               | アメリカ合衆国                | 2012年 | ベテラン   |
| フレッド・カプルス                 | Fred Couples               | アメリカ合衆国                | 2013年 | PGAツアー  |
| コリン・モンゴメリー               | Colin Montgomerie          | スコットランド                | 2013年 | 国際投票   |
| ウィリー・パーク・ジュニア         | Willie Park, Jr.           | スコットランド                | 2013年 | ベテラン   |
| ケン・スコフィールド               | Ken Schofield              | スコットランド                | 2013年 | 特別功労   |
| ケン・ベンチュリ                   | Ken Venturi                | アメリカ合衆国                | 2013年 | 特別功労   |
| ローラ・デービース                 | Laura Davies               | イングランド                  | 2015年 | 女性競技者 |
| デビッド・グラハム                 | David Graham               | オーストラリア                | 2015年 | 男性競技者 |
| マーク・オメーラ                   | Mark O'Meara               | アメリカ合衆国                | 2015年 | 男性競技者 |
| A・W・ティリングハースト           | A. W. Tillinghast          | アメリカ合衆国                | 2015年 | 特別功労   |
| デービス・ラブ3世                  | Davis Love III             | アメリカ合衆国                | 2017年 | 男性競技者 |
| イアン・ウーズナム                 | Ian Woosnam                | ウェールズ                    | 2017年 | 男性競技者 |
| メグ・マローン                     | Meg Mallon                 | アメリカ合衆国                | 2017年 | 女性競技者 |
| ロレーナ・オチョア                 | Lorena Ochoa               | メキシコ                      | 2017年 | 女性競技者 |
| ヘンリー・ロングハースト           | Henry Longhurst            | イングランド                  | 2017年 | 特別功労   |
| レティーフ・グーセン               | Retief Goosen              | 南アフリカ共和国              | 2019年 | 男性競技者 |
| ジャン・スティーブンソン           | Jan Stephenson             | オーストラリア                | 2019年 | 女性競技者 |
| ウィリアム・ポーター・ペイン       | William Porter Payne       | アメリカ合衆国                | 2019年 | 特別功労   |
| デニス・ウォルターズ               | Dennis Walters             | アメリカ合衆国                | 2019年 | 特別功労   |
| ペギー・カーク・ベル               | Peggy Kirk Bell            | アメリカ合衆国                | 2019年 | 特別功労   |
| タイガー・ウッズ                   | Tiger Woods                | アメリカ合衆国                | 2022年 | 男性競技者 |
| スージー・バーニング               | Susie Berning              | アメリカ合衆国                | 2022年 | 女性競技者 |
| ティム・フィンケム                 | Tim Finchem                | アメリカ合衆国                | 2022年 | 特別功労   |
| マリオン・ホリンズ                 | Marion Hollins             | アメリカ合衆国                | 2022年 | 特別功労   |

## 2014年までの選考基準

### PGAツアー部門
チャンピオンズツアーも含めたPGAツアーで好成績を挙げた人物を対象とした部門である。
- 必須条件

1. 40歳以上
2. 65%以上の得票率

- 次の条件のうちいずれかを満たす

1. - 10年以上ツアーメンバーである
  - ツアー10勝またはマスターズ、全米オープン、全英オープン、全米プロゴルフ選手権、ザ・プレーヤーズ選手権の中で2勝
2. - チャンピオンズツアーで5年以上ツアーメンバーである
  - PGA・チャンピオンズ両ツアーで20勝以上
  - マスターズ、全米オープン、全英オープン、全米プロゴルフ選手権、ザ・プレーヤーズ選手権、全米シニアオープン、ザ・トラディション、全米プロシニア選手権、シニア・プレーヤーズ選手権の中で5勝以上

### ベテラン部門
1974年以前にキャリアの大半をプレーしたプロ・アマチュアの選手で、上記の基準を満たせない選手に対して、毎年世界ゴルフ殿堂の諮問委員会（世界の26のゴルフ組織の代表からなる）によって指名され、世界ゴルフ殿堂理事会により選出される。

### LPGA部門

#### 現役選手
（1999年2月以降は以下の規準をすべて満たす必要がある）
- ツアー参加10年（参加していない期間は含まず）
- LPGAメジャー大会で1勝あるいはベアトロフィー（年間最少打数賞）またはロレックス・プレーヤー・オブ・ザ・イヤーを獲得
- 世界ゴルフ殿堂が以下に定めるポイントで27ポイント以上を獲得
  - 2ポイント LPGAメジャー大会1勝
  - 1ポイント LPGAツアー1勝、ベアトロフィー、ロレックス・プレーヤー・オブ・ザ・イヤー

#### 引退選手
以下の基準を満たし、諮問委員会で2/3以上の得票を得て指名され、LPGAツアー選手の75%以上の得票を得なければならない。
- ツアー参加10年（参加していない期間は含まず）
- 引退して5年以上経過
- LPGAメジャー大会で1勝あるいはベアトロフィー（年間最少打数賞）またはロレックス・プレーヤー・オブ・ザ・イヤーを獲得
- LPGAツアーの発展に対して顕著な貢献があった者

### 国際投票部門
- 65%以上の得票率
- 40歳以上
- 男性の場合PGAツアー・チャンピオンズツアー部門、女性の場合LPGA部門の基準を満たしていない
- 世界ゴルフ殿堂が以下に定めるポイントで50ポイント以上を獲得
  - 6ポイント 男女四大メジャー勝利
  - 4ポイント ザ・プレーヤーズ選手権、上記以外のアメリカLPGA勝利
  - 3ポイント PGAツアー、欧州PGAツアー勝利
  - 2ポイント （男子）日本・南アフリカ・オーストラリアツアー、（女子）日本・欧州ツアー勝利
  - 1ポイント その他の国内選手権勝利、ライダーカップ・プレジデントカップ・ソルハイムカップ参加

### 特別功労部門
国際投票により指名を行い、理事会で選出する。